# Okopy Lubomirskiego w Warszawie

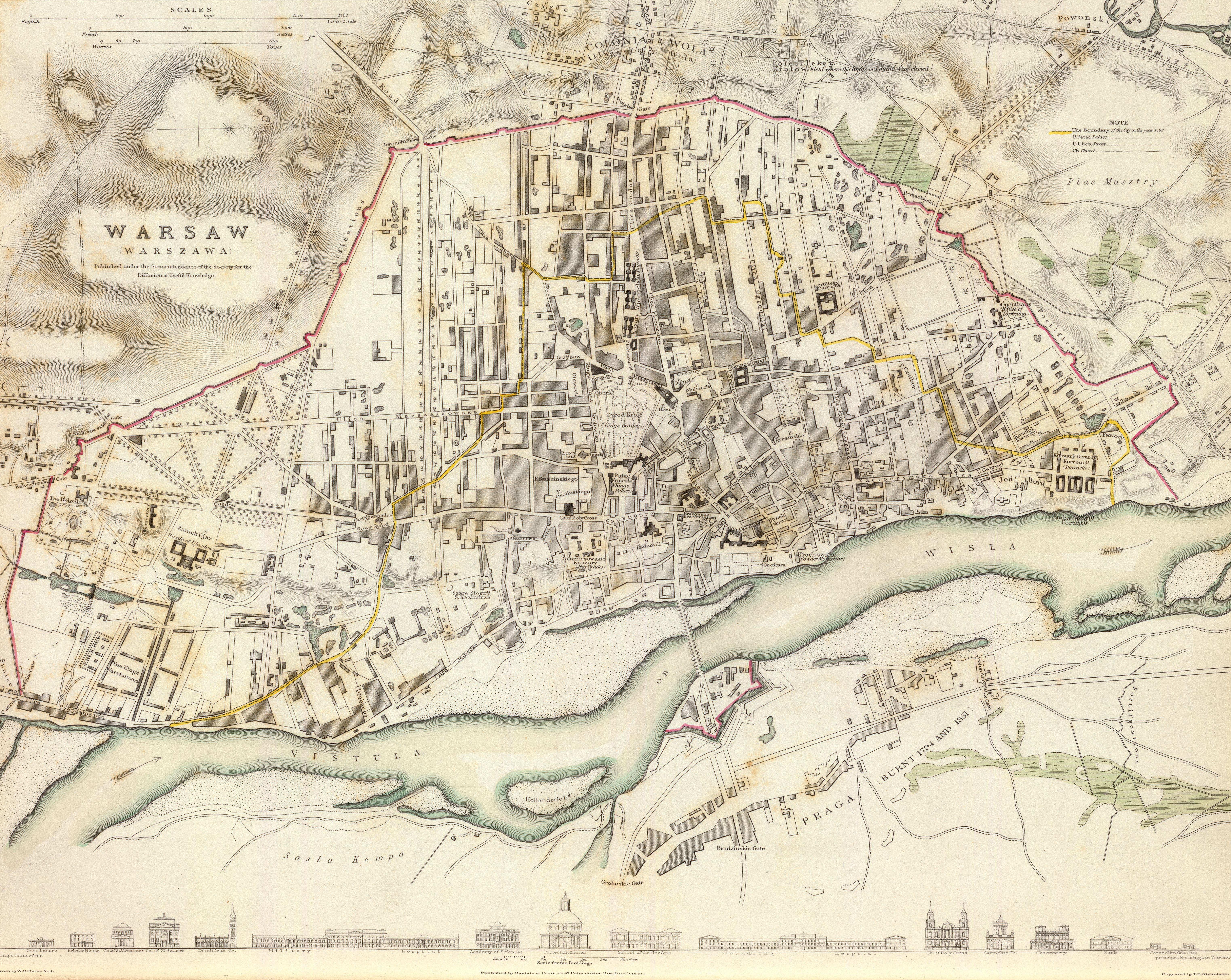
Plan Warszawy z 1831 z zaznaczoną na czerwono linią okopów Lubomirskiego

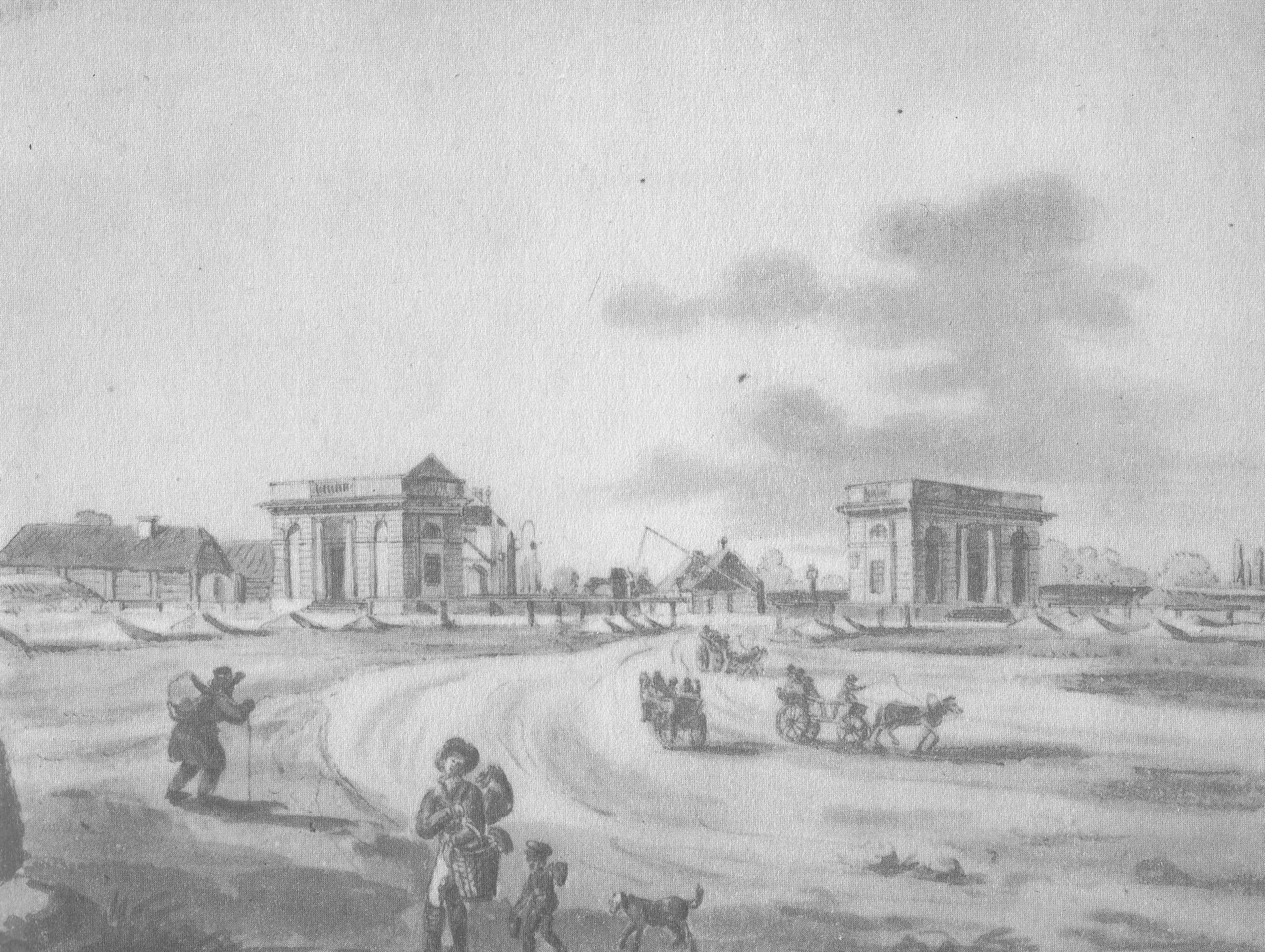
Rogatki Marymonckie na rysunku Aleksandra Majerskiego (1818)

Okopy Lubomirskiego, także wał Lubomirskiego – wały ziemne wzniesione wokół Warszawy i na Pradze z rozkazu marszałka wielkiego koronnego Stanisława Lubomirskiego w 1770. Częściowo zastąpiły wał Zygmuntowski usypany w latach 1621–1624.

## Historia
Wały i okopy „powietrzne”, które miały zatrzymać zarazę („powietrze“) i odgrodzić  miasto od niebezpiecznej okolicy znano już w średniowieczu. Również Okopy Lubomirskiego powstały jako wały o charakterze kontrolno-sanitarnym. Ich zadaniem było zapobieganie szerzącej się w tym czasie epidemii dżumy poprzez kontrolę osób wjeżdżających do miasta.
5 października 1770 Marszałek Wielki Koronny Stanisław Lubomirski wydał następujące obwołanie:

Szerząca się w państwach Rzeczypospolitej morowa zaraza, miejsca nawet odległe nieubezpieczone łatwo zasięgać mogąca, każdemu powszechnym grozi nieszczęściem. Przeto troskliwością obywatelów miejsca tego i chęcią brania się do jak najprędszego ratunku zagrzany z obowiązków Urzędu mego Marszałkowskiego, mając w czułości, by miasto rezydencji JKMci, Warszawa, a w nim umieszczeni obywatele ochroną swoją, ile możności, znajdowali, te najdokładniejsze wynajduję być środki, aby ku tym pewniejszemu i ubezpieczeniu i łatwiejszemu podróżnych i kupców przybywających z miejsc odległych rozeznaniu, towarów zaś i fantów wszelkich rewidowaniu i okurzaniu, a podejrzanych osób niedopuszczeniu, lub kwarantann odprawowaniu, toż miasto okopać, do czego gdy łatwiejsze, ile bez funduszu, nie wynajdują się sposoby, a czas przynaglający i trwoga samychże obywatelów, chętnie do działania tej czynności skłaniających się, prędkiego wymaga uskutecznienia.

W lewobrzeżnej Warszawie wały te miały długość 12,8 km i powierzchnię 1470 ha, a ruch odbywał się tylko przez sześć wejść do miasta, późniejsze rogatki:
- Czerniakowskie,
- Mokotowskie (pl. Unii Lubelskiej),
- Jerozolimskie (róg Alej Jerozolimskich i ul. Grójeckiej),
- Wolskie (zbieg ulic: Wolskiej, Chłodnej, Towarowej i Okopowej),
- Powązkowskie (ul. Dzika)[4],
- Marymonckie (wieś Pólków).

Na prawym brzegu trzykilometrowe wały okalały cyrkuł Praga (165 ha): Pragę Biskupią i Książęcą, Skaryszew i Golędzinów. Zostały wzmocnione przed szturmem Pragi w czasie powstania kościuszkowskiego 1794, jednak nie odegrały większej roli w czasie szturmu i rzezi Pragi 4 listopada 1794. Rogatki praskie to:
- Grochowskie (róg ulic Grochowskiej i Lubelskiej)
- Ząbkowskie (ul. Ząbkowska)
- Golędzinowskie (ul. Jagiellońska)
- Wileńskie (ul. Wileńska).

Epidemia dżumy nie dotarła jednak do Warszawy, gdyż w 1771 zakończyła ją ostra zima.
Okopy na wiele lat wyznaczyły granice rozwoju miasta. W 1794 zostały wzmocnione dziełami zewnętrznymi i wewnętrznymi, przez co nabrały charakteru militarnego i odegrały pewną rolę w czasie insurekcji kościuszkowskiej (podczas pierwszego oblężenia Warszawy).
Wały zostały odnowione w 1825 jako wał celny z przesunięciem z ulicy Koszykowej na ul. Nowowiejską. Uległy likwidacji w 1875, po zniesieniu opłat od wwozu towarów do miasta. W ich linii wytyczono nowe ulice: Polną, Towarową i Okopową. Okopy Lubomirskiego wyznaczały jednak na znacznej długości granice Warszawy aż do kwietnia 1916, kiedy to na podstawie rozporządzenia generała-gubernatora Hansa von Beselera do miasta przyłączono znaczne tereny na przedmieściach.

## Okopy we współczesnym nazewnictwie Warszawy
- Od Okopów Lubomirskiego pochodzi nazwa ulicy Przyokopowej (pierwotna nazwa Przy Okopach)[8].